# Aeroporto de Palma de Maiorca-Son Sant Joan
O Aeroporto de Palma de Mallorca-Son Sant Joan é um aeroporto localizado a aproximadamente 8 km ao leste de Palma de Mallorca, nas proximidades da vila de Can Pastilla. O mesmo é o terceiro aeroporto mais movimentado de Espanha, atrás de Madrid Barajas e Barcelona, sendo que, durante o verão chega a ser um dos mais utilizados da Europa.
O aeroporto ocupa uma área de 6,3 km². Possui 4 terminais denominados respectivamente A,B,C & D. O terminal "A" é utilizado para voos domésticos, nacionais e os demais para voos Internacionais. Movimentou cerca de 23 milhões de passageiros no ano de 2008, despachando cerca de 12.000 pessoas por hora e estima-se que até 2015 possa se transportar nele mais de 35 milhões de passageiros.

## Números

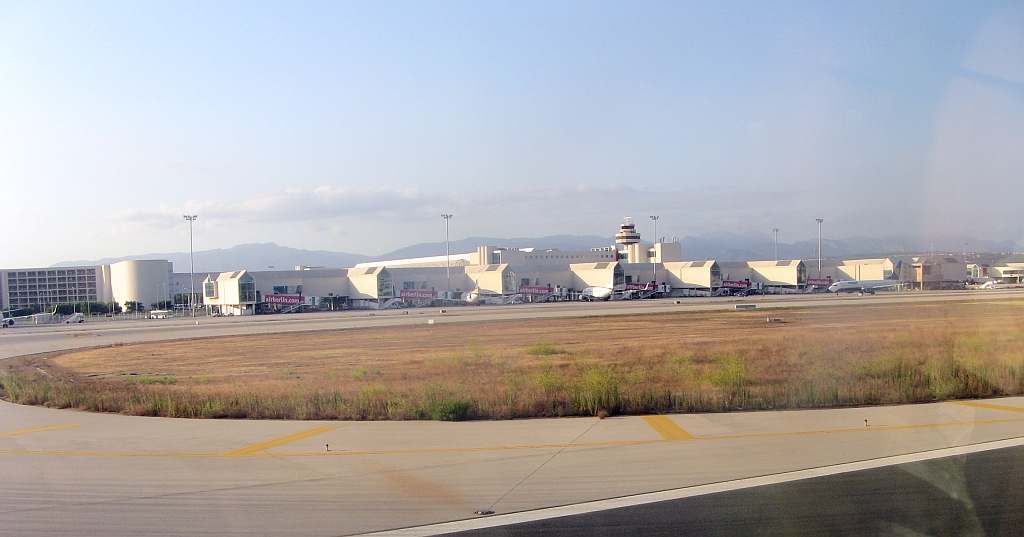
Aeroporto Internacional de Palma de Maiorca, agosto de 2008.

| Ano  | Passageiros | Porcentagem |
| ---- | ----------- | ----------- |
| 1999 | 19.127.773  | 0,4%        |
| 2000 | 19.424.243  | 1,5%        |
| 2001 | 19.206.964  | 1,1%        |
| 2002 | 17.832.558  | 7,1%        |
| 2003 | 19.185.919  | 7,5%        |
| 2004 | 20.416.083  | 6,1%        |
| 2005 | 21.240.736  | 4%          |
| 2006 | 22.408.427  | 5,2%        |
| 2007 | 23.227.983  | 3,6%        |
| 2008 | 22.832.865  | 1,7%        |

## Linhas aéreas e destinos
| Linha aérea     | Destinos                                              | País        |
| --------------- | ----------------------------------------------------- | ----------- |
| Aer Lingus      | Aeroporto de Dublin                                   | Irlanda     |
| Air Europa      | Aeroporto de Madrid-Barajas - Aeroporto de Paris-Orly | Espanha     |
| British Airways | Aeroporto de Londres Gatwick                          | Reino Unido |
| Condor Airlines | Aeroporto de Berlin-Schönefeld - Aeroporto de Munique | Alemanha    |
| Finnair         | Aeroporto de Helsínquia-Vantaa                        | Finlândia   |
| Iberia Airlines | Aeroporto Internacional Barajas                       | Espanha     |
| Lufthansa       | Aeroporto de Frankfurt - Aeroporto de Munique         | Alemanha    |
| Ryanair         | Aeroporto de Londres Stansted                         | Reino Unido |
| TUIfly          | Aeroporto de Frankfurt - Aeroporto de Munique         | Alemanha    |